# Halomonas titanicae
Halomonas titanicae is een gramnegatieve, halofiele proteobacterie die zich voedt met het roest van het gezonken wrak van de RMS Titanic. De bacterie gebruikt het molecuul ectoïne uit het roest om op grote diepten te kunnen overleven.
De bacterie werd in 2010 ontdekt in een monster van een roestpegel uit 1991. De bacterie doet het wrak van de Titanic op de bodem van de Atlantische Oceaan in versneld tempo desintegreren. Begin 2018 opperden enkele onderzoekers dat het wrak mogelijk in hooguit 20 jaar in zijn geheel is verdwenen.
Halomonas titanicae vormt een potentieel gevaar voor productieplatforms en andere stalen bouwwerken die op de oceaanbodem rusten. Mogelijk kan de bacterie in de bioremediatie worden gebruikt om scheepswrakken op te ruimen.